# Neritos tremula
Neritos tremula là một loài bướm đêm thuộc phân họ Arctiinae, họ Erebidae.